# Centrale thermique de Teruel

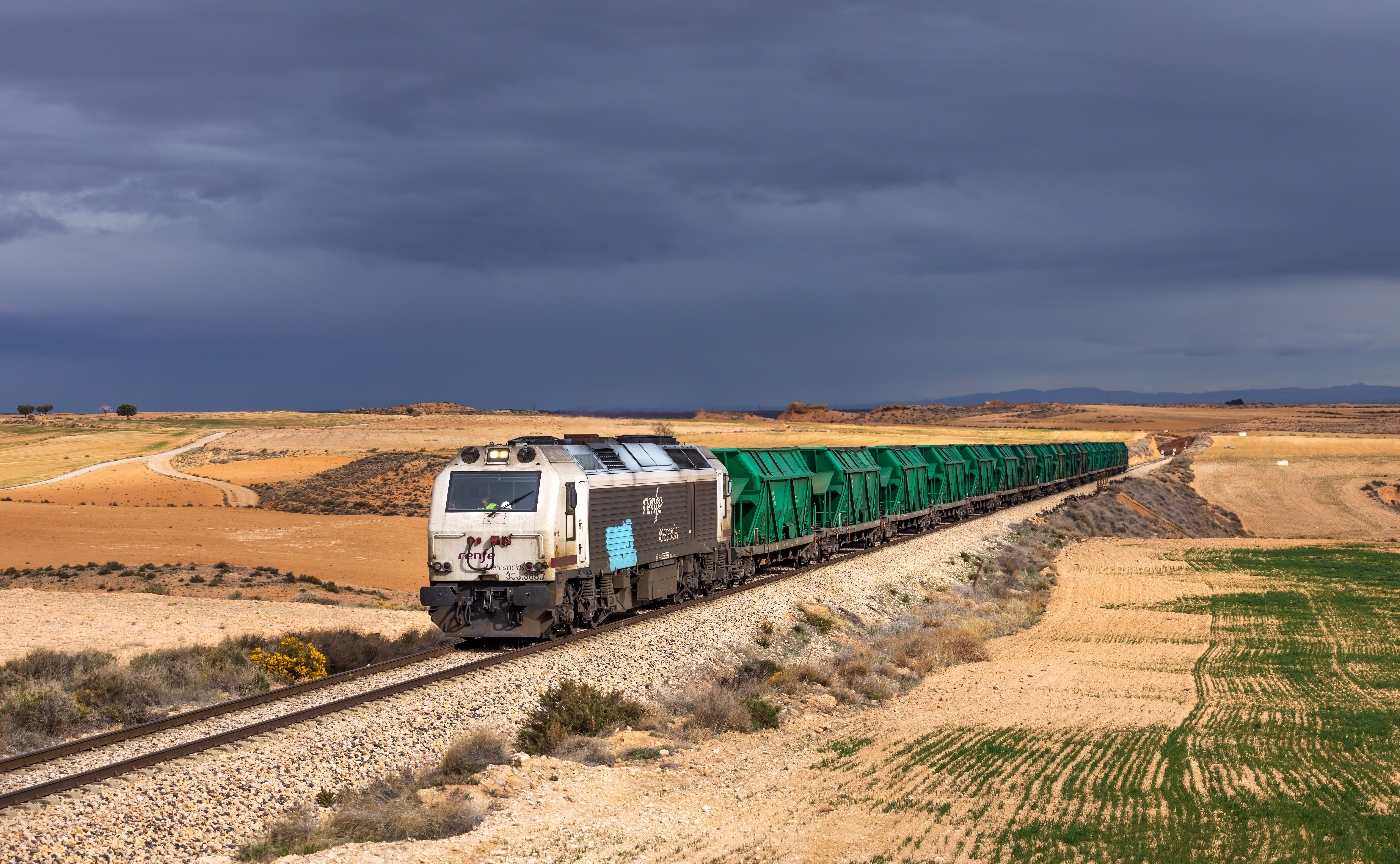
Un train remplit de charbon à destination de la centrale thermique de Teruel. Il quitte la ville de Samper de Calanda. Mars 2018.

La centrale thermique de Teruel est une ancienne centrale thermique en Espagne.
La centrale a été fermée en 2020, et son démantèlement planifié jusqu'en 2024. Le 16 février 2023, la cheminée de 343 m est dynamitée, ce qui en fait la plus haute structure jamais détruite de manière contrôlée par explosifs,.